# Boredoms
Boredoms (también conocidos ocasionalmente como V∞redoms) es una banda de rock japonesa formada en 1986, en Tokio. consolidado uno de los primeros grupos precursores de la música minimalista, y experimental. Aunque es uno de los grupos no comerciales e independientes de su género, Boredoms es considerado de culto gracias a su vocalista Yamantaka Eye y a la integrante Yoshimi P-We. Yamantaka Eye originalmente proviene del grupo Hanatarash, pero en 1998 se separó el grupo, debido a las controversias que tenía el grupo de destruir escenarios.
Inconfundiblemente hacen composiciones al azar, así como la extraña forma de las canciones del grupo, aunque el grupo ha aclarado, que es una forma de expresión libre en el rock y la música, a su criterio ellos lo definen como: "música espectral".
Es uno de los pilares y pioneros del noise rock japonés, junto con Polysics, Melt-Banana, Guitar Wolf, entre otros.
Las influencias del grupo son: The Residents, Butthole Surfers, Sun Ra y Ruins.

## Integrantes

### Formación actual
- Yamantaka Eye - vocal, ruidos, sampler, sevena
- Yojiro Tatekawa - batería, percusión
- Yoshimi P-We - batería, percusión, vocal de apoyo, djembe, teclados, trompeta (y ocasionalmente baile).
- Shinji Masuko - ruidos, guitarra

### Exintegrantes
- Muneomi Senju - batería, percusión (? - ?)
- Ikuo Taketani - batería (? - ?)
- Tabata Mitsuru - guitarra (? - ?)
- Hosoi Hisato - bajo (? - ?)
- Makki Sasarato - ? (? - ?)
- Yoshikawa Toyohito - batería, vocal de apoyo (1986 - 1989, 1991 - 1994)
- Hiyashi Hira - bajo, percusión, vocal de apoyo (? - ?)
- Seiichi Yamamoto - guitarra, percusión, vocal de apoyo (? - ?)
- Chew Hasegawa - batería (? - ?)
- Kazuya Nishimura - batería, synthpad, vocal de apoyo, sampler, djembe (1990 - ?)
- EDA - batería, batería eléctrica, djembe (1994 - ?)
- God Mama - baile (? - ?)

## Discografía

### Álbumes de estudio
- 1988: "Osorezan no Stooges Kyo" (Selfish Records, Earthnoise)
- 1989: "Soul Discharge" (Selfish Records, Warner Records (Japón), Shimmy Disc, Earthnoise)
- 1992: "Pop Tatari" (Warner Records (Japón), Reprise Records, Very Friendly Records)
- 1994: "Chocolate Synthesizer" (Warner Records (Japón), Reprise Records)
- 1998: "Super æ" (Warner Records (Japón), Birdman Records)
- 1999: "Vision Creation Newsun" (Birdman Records, Warner Records (Japón))
- 2004: "Seadrum/House of Sun" (Warner Records (Japón), Vice Records)

### EP
- 1986: "Anal by Anal"
- 1993: "Super Roots"
- 1994: "Super Roots 2"
- 1994: "Super Roots 3"
- 1995: "Super Roots 5"
- 1996: "Super Roots 6"
- 1998: "Super Roots 7"
- 1999: "Super Roots 8"
- 1999: "Vision Creation Newsun" (EP)
- 2007: "Super Roots 9"
- 2009: "Super Roots 10"

### Recopilaciones
- 1988: "Boretronix 1"
- 1989: "Boretronix 2"
- 1989: "Soul Discharge/Early Boredoms"
- 1990: "Boretronix 3"
- 1990: "Boretronix 4"
- 1993: "Wow 2"
- 1994: "Onanie Bomb Meets the Sex Pistols"
- 2000: "Rebore, vol. 1"
- 2000: "Rebore, vol. 2"
- 2001: "Rebore, vol. 3"
- 2001: "Rebore, vol. 0"
- 2008: "77 Boadrum"
- 2008: "Voaltz / Rereler"

### Sencillos
- "Michidai / Fuantaidai"
- "Super Go!!!!!"
- "Super 77 / Super Sky"